# Citroën C4 X
Pour les articles homonymes, voir Citroën C4.
La Citroën C4 X est une berline compacte 4 portes typée crossover du constructeur automobile français Citroën commercialisée à partir de 2022. Elle est la déclinaison 4 portes de la Citroën C4 de troisième génération.

## Présentation

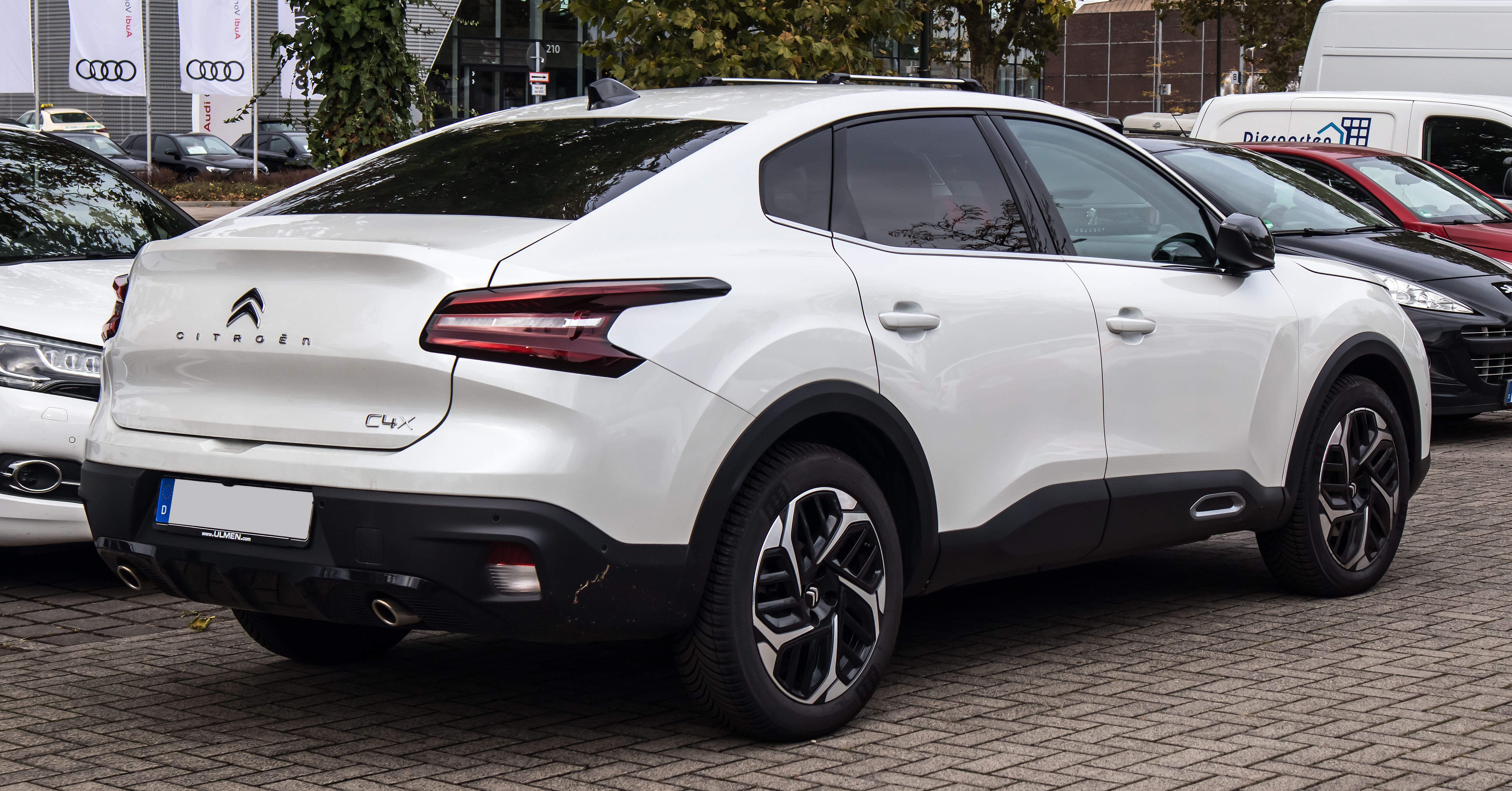
Citroën ë-C4 X phase 1

La Citroën C4 X (code interne C43) est présentée le 29 juin 2022. Elle est dessinée par Sylvain Henry, et il s'agit de la première Citroën dessinée sous la supervision du designer Pierre Leclercq,. Selon Citroën, elle fusionne les codes d'une fastback, d'une berline 4 portes et d'un SUV.
Il s'agit d'un modèle mondial, voué à être commercialisé dans 80 pays. Les précommandes ouvrent à l'automne 2022, avec les premières livraisons prévues pour 2023.

## Caractéristiques techniques
La C4 X repose sur la plateforme technique modulaire CMP du groupe Stellantis. La C4 X reprend l'empattement de la C4 5 portes, et son porte-à-faux arrière est 24 cm plus long. Grâce à cette malle, son volume de chargement est plus accueillant (130 litres supplémentaires). L'architecture 4 portes de la C4 X a été décidée afin de cibler une clientèle professionnelle (VTC, taxis) et de répondre aux préférences locales de certains marchés émergents, notamment l'Afrique du Nord et la Turquie (la malle isolant de la poussière, de la chaleur et du vent).
Les places arrière de la C4 X sont plus spacieuses que celles de la C4 bicorps, grâce à une banquette plus inclinée.
Elle propose un nouveau système d'info-divertissement My Citroën Drive Plus, disponible sur la C4 bicorps à partir de février 2023.

### Motorisations
L'offre de moteurs de la C4 X varie selon les marchés : dans certains pays d'Europe, dont la France, elle propose le 1.2 100 Stop & Start Euro 6.4 BMV6 et le 1.2 130 S&S Euro 6.4 EAT8. Hors d'Europe, le 1.2 130 Euro 6.1 EAT8 est au programme. Dans certains pays, comme la Turquie, elle est aussi disponible en diesel 1.5 HDi 130 S&S EAT8.
Elle existe en version électrique, baptisée ë-C4 X.
En février 2024, la C4 X reçoit le nouveau moteur du groupe Stellantis, le 1.2 PureTech micro-hybride 48 V de 136 ch associé à la boîte à double embrayage électrifiée e-DCS6.
| Logo de Citroën            | Citroën C4 X                  | Citroën C4 X                  | Citroën C4 X                                            |                                  |
| Logo de Citroën            | 1.2 PureTech S&S              | 1.2 PureTech S&S              | 1.2 PureTech micro-hybride 48 V                         | 1.5 BlueHDi S&S                  |
| Moteur                     | 3-cylindres essence (type EB) | 3-cylindres essence (type EB) | 3-cylindres essence (type EB)                           | 4-cylindres diesel (type DV/DLD) |
| Alimentation               | Turbocompressé                | Turbocompressé                | Turbocompressé                                          | Turbocompressé                   |
| Cylindrée (cm3)            | 1 199                         | 1 199                         | 1 199                                                   | 1 499                            |
| Puissance maximale ch (kW) | 102 (75)                      | 131 (96)                      | thermique : () électrique : 28 (21) cumulée : 136 (100) | 131 (96)                         |
| au régime de (tr/min)      | 5500                          | 5500                          |                                                         | 3750                             |
| Couple maximal (N m)       | 205                           | 230                           | thermique : électrique : 55 cumulée : 230               | 300                              |
| au régime de (tr/min)      | 1750                          | 1750                          |                                                         | 1750                             |
| Boîte de vitesses          | Manuelle 6 rapports (BVM6)    | Automatique 8 rapports (EAT8) | Électrifiée à double embrayage e-DCS6                   | Automatique 8 rapports (EAT8)    |
| Transmission               | Traction                      | Traction                      | Traction                                                | Traction                         |
| Vitesse maximale (km/h)    |                               |                               |                                                         |                                  |
| 0-100 km/h (s)             |                               |                               |                                                         |                                  |
| Consommation (L/100 km)    |                               |                               |                                                         |                                  |
| Émissions de CO2 (g/km)    |                               |                               |                                                         |                                  |
| Émissions de CO2           |                               |                               | 107                                                     |                                  |
| Capacité du réservoir (L)  |                               |                               |                                                         |                                  |
| Masse à vide (kg)          |                               |                               |                                                         |                                  |
| Norme environnementale     | Euro 6d                       | Euro 6d                       | Euro 6d                                                 | Euro 6d                          |

S&S : Stop and Start

### ë-C4 X
La motorisation électrique 100 kW (136 ch) de l'ë-C4 X est reprise de l'ë-C4. Il s'agit de la seule version proposée dans de nombreux pays (BeNeLux, Portugal, Allemagne, Autriche, Belgique, Royaume-Uni, pays nordiques), où la C4 X thermique n'est pas commercialisée au lancement. Dans certains de ces pays, comme le Royaume-Uni, les versions thermiques sont finalement commercialisées mi-2023.
| Logo de Citroën               | Citroën     | Citroën | Citroën |
| Logo de Citroën               | ë-C4 X      |         |         |
| Puissance moteur (kW)         | 100         |         |         |
| Puissance maximale (ch)       | 136         |         |         |
| Couple maximal (N m)          | 260         |         |         |
| Vitesse maximale (km/h)       |             |         |         |
| 0-100 km/h (s)                |             |         |         |
| Transmission                  | Traction    |         |         |
| Masse à vide (kg)             |             |         |         |
| Batterie                      |             |         |         |
| Type de batterie              | Lithium Ion |         |         |
| Capacité de la batterie (kWh) | 50          |         |         |
| Autonomie (km) - cycle WLTP   |             |         |         |
| Temps de recharge             |             |         |         |
| sur une prise domestique      |             |         |         |
| sur une Wallbox 3,7 kW        |             |         |         |
| sur une Wallbox 7 kW          |             |         |         |
| sur une Wallbox 11 kW         |             |         |         |
| sur une borne 22 kW           |             |         |         |
| sur une borne rapide 150 kW   |             |         |         |

## Finitions

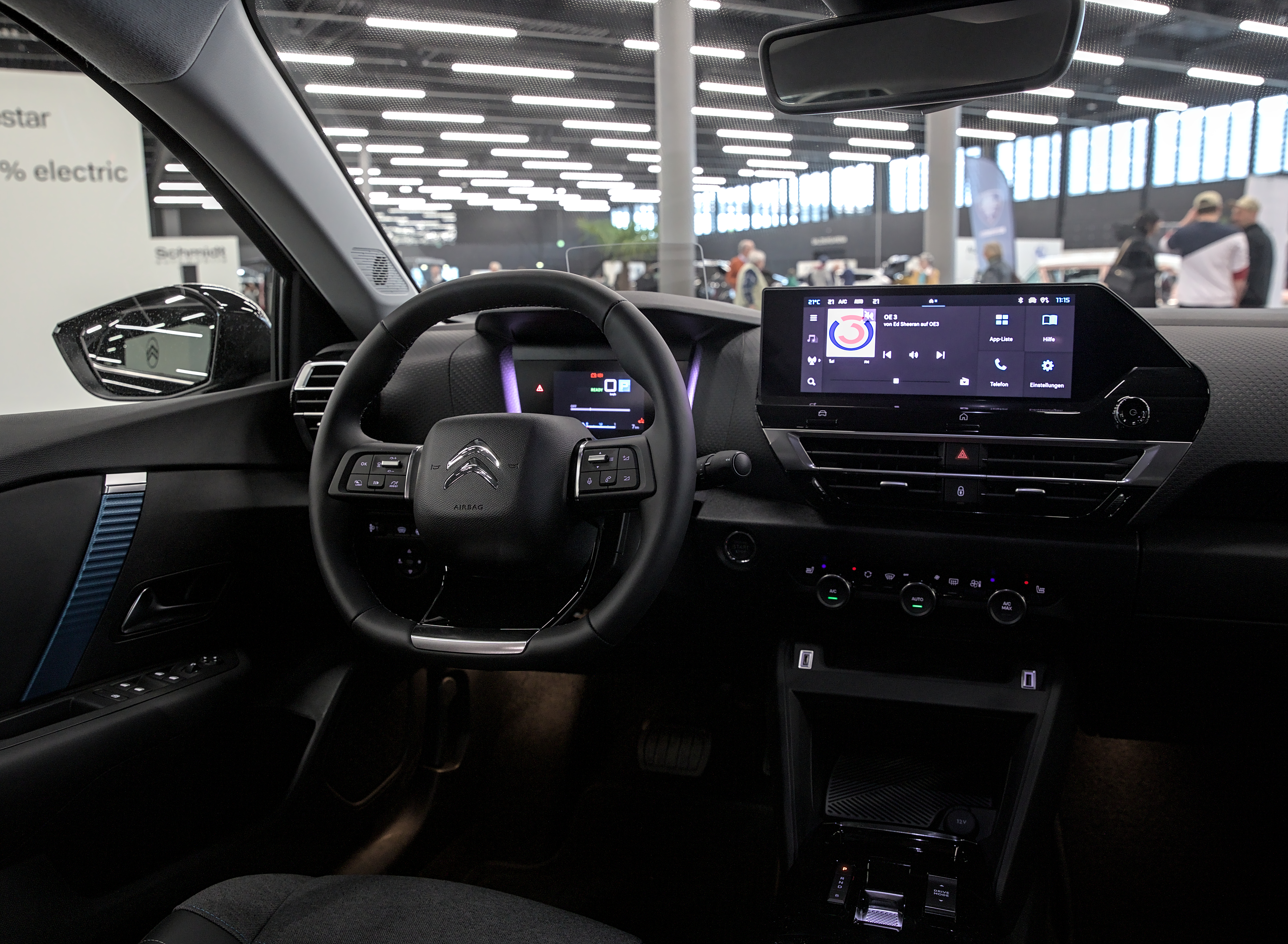
Intérieur (phase 1)

|                   | Feel     | Feel Pack | Shine    | Shine Pack |
| ----------------- | -------- | --------- | -------- | ---------- |
| PureTech 100 BVM6 | 27 650 € | -         | -        | -          |
| PureTech 130 EAT8 | -        | 31 900 €  | 33 950 € | 35 050 €   |
| BlueHDi 130 EAT8  | -        | 33 700 €  | 35 750 € | 36 850 €   |
| ë-C4 X            | 39 950 € | 40 300 €  | 42 350 € | 43 450 €   |

## Ventes
Son premier marché est très largement la Turquie. 18 562 C4 X ont été écoulés dans le pays en 2024.